# Оружје
Оружја су направе за уништавање и онеспособљавање непријатељске силе -њених живих појединачних и групних циљева, фортификацијских и других материјалних добара у ратним условима, као и за одбрану живота и имовине грађана у мирнодопским условима као превентивна и репресивна средства полиције, за лов дивљачи и риболов, у стрељачком спорту итд.

## Историја

### Преисторија
Употреба објеката као оружја је уочен међу шимпанзама, што наводи на спекулацију да су рани хоминиди почели да користе оружје још пре пет милиона година. Међутим, то се не може потврдити користећи физичку евиденцију пошто дрвене тољаге, копља, и необликовано камење не би оставило недвосмислен запис. Најранија недвосмислена оружја која су нађена су Шенингенска копља: осам дрвених бацајућих копаља која су стара више од 300.000 година. На локацији Натарук у Туркани, Кенија, бројни људски костури који датирају до пре 10.000 година могу да представљају евиденцију за знатне трауматске повреде главе, врата, ребара, колена и руку, укључујући опсидијске пројектиле који су још увек забијени у њихове кости, што је вероватно узроковано стрелама или копљима у контексту конфликта између две групе ловаца-сакупљача, мада је ова интерпретација евиденције ратовања из Натарука била оспоравана.

### Камено доба
Прво оружје које је човек користио било је такозвано хладно оружје и био је то најобичнији камен или тољага која је могла бити од дрвета, животињске или људске кости, или камена. Али тољага има низ мана, мали домет, непрецизност, малу пробојност. Напредак је постигнут када се човек досетио да камени, или предмет од кости, заоштри како би му смањио ударну површину и тако га учинио убојитијим. Тада настају нож и секира. Када је разумео овај принцип све је већ ишло лакше. Прво је дрвени штап заоштрио и тако добио прво копља. Тако је повећан је домет тољаге, а када је за дужу и праву мотку - штап, завезао заоштрен троугласти или конусни камен, добио је још ефикасније и убојитији копље. Ово оружје је повећало људске домете али и апетите. Ускоро је еластичан дрвени штап затегнут тетивом лијана могао да избацује минијатурна копља - стреле са каменим врхом, па су домет, прецизност и убојитост, постали много већи. Највећи домет оружја каменог доба су лук и праћка. Настаје катапулт артиљеријско оружје каменог и каснијих доба, који је имао већи домет и већу разорну моћ.

### Метално доба
Метално доба је показало знатан напредак човјеков у свакој његовој делатности. Унапређујући оружја, више од тога, унапређивао је и припремао себе за све брже и веће успехе. Бакарна оружја која су представљала изванредан напредак у односу на оружја од дрвета и камена из каменог доба брзо су била превазиђена потребом за још квалитетнијим и убојитијим оружјем. Бронзано оружје је било сасвим евидентан напредак у свим доменима човековог живота, па логично, и у прављењу оружја. Тек је у железно доба омогућило да се све захтевније потребе оновременог човека реализују у сваком погледу па и погледу оружја.
Појава ватреног оружја је капиталан напредак у еволуцији оружја. Изум барута омогућио је избацивање пројектила (прво од камена а потом од метала) већом брзином, на веће удаљености и прецизније него у дотадашњој пракси. Настају мускете, прва најпростија ватрена оружја аркебузе. То ватрено стрељачко оружје грађено од металне цеви затворене са једне стране, код кога се с отвора убацивао барут, па камени или метални пројектили (тане, зрно) а уз затворену страну цеви палио фитиљ који је директним сагоревањем палио барутно пуњење, чији су ослобођени гасови избацивали пројектил.

#### Почеци организованог ратовања
При крају млађег каменог доба људи су обилато користили глину као основни материјал за израду посуда, или су њом облепљивали куће од плетеног прућа. Те посуде пекле су се на високим температурама, па је тло испод огњишта или ложишта било спаљено. Код паљења таквих огњишта на тлу богатом бакарном рудом, јер је та руда врло близу површине, остајале су растопљене бакарне „лепиње“. Људи су приметили да су врло оштрих рубова, што је код оруђа био примарни квалитет. Већ у том сировом облику метално оружје било је врло оштро и већ готово за примену.
Искуством претходника и корак по корак, људи су почели да препознају лежишта руда и, мало по мало, улазили све дубље под земљу тражећи драгоцену зелену руду. Међутим бакар је имао и својих мана. Био је мек. Брзо се трошио и није подносио већа напрезања ни температуре. Кад су открили арсен, додали су га бакру и он је постао арсенска бронза. Пошто је арсен врло јак отров ливење је био врло опасан и стручан посао.
У грчкој митологији ливача бронзе представља хроми бог Хефест. Претпоставља се да су ливачи бронзе под утицајем арсена који у додиру са воденом паром у малим количинама код људи изазива лакша, али трајна оштећења мозга и то на центрима за равнотежу. Зато су се након дугогодишњег бављења тим послом сви помало „пијано“ кретали. Грци су то приписивали моћима обиљежја самог бога Хефеста, а то је, заправо, било вероватно прво професионално обољење у историји.
Оружје се значајно побољшало открићем да се бакар може успешно мешати са калајем. Добијала се бронза која је пуно тврђа, има вишу тачку топљења и може се врло прецизно лити у различитим облицима и величинама. По тој легури цео један период у историји назван је бронзано доба.
Египатска култура и цивилизација развила се управо на економији бронзаног алата и оружја. У Илијади и Одисеји, битка за Троју водила се бронзаним оружјем. Уопштено, тај период се сматра почетком организованих ратова, јер се верује да човек каменог доба није познавао организовано ратовање. Употреба бојних кола са бодежима на точковима је достигла врхунац око 1300. п. н. е. и затим је била у опадању, престајући да буде војно значајна након 4. века п. н. е.
Могући разлог за избијања првих ратова су била управо лежишта бакарне руде. Залихе на једном лежишту, геолошки гледано, врло су танке и плитке, али се протежу на местима и километрима. Посебну олакшавајућу околност за прве рударе чинило је то да је бакар био релативно лако доступан. Проблем је настајао у тренутку кад је руде понестало, а економија целог друштва базирала се на производњи, примени и продаји бакра и бронзе. Цели народи били су присиљени да траже нова лежишта. С развојем производње метала упоредно је ишао је и развој и унапређење пољопривреде, а тиме и производње хране тако да је број људи лагано растао.
Карактеристично за културе бронзаног доба, што поткрепљује ово мишљење је да су се оне, географски, протезале на врло дугачком подручју богатом рудама, док су старије, културе каменог доба, живјеле на већем или мањем заокруженом и компактном подручју без потребе сељења и ширења.

#### Барут
Изум барута омогућио је избацивање камења већим брзинама и на веће удаљености него раније. Мускета је била прво оружје, али имала је много мана: непрецизност, спорост пуњења, честа затајивања. Са друге стране топови су били разорно оружје од када су уведени у употребу (исти ефект као и катапулт, уз много мању масу - и оружја и муниције - топовске кугле). Како је развој оружја дуге цеви напредовао тако су решавани проблеми: 
- цев је прво постала дужа, касније је добила и спирални утор - прецизност.
- међутим још увек је требало зрно гурати шипком према дну цеви јер су још увек постојале 3 компоненте, свака за себе: барут, оловна кугла и примарно барутно пуњење.
- Након тога долази до изума перкусионог пуњења (na mesto суда za barut stavlja se kapisla sa živinim fulminatom)
- Кад су изумљени меци решен је проблем и брзине пуњења (нема више шипке) и затајивања.
- полуаутоматска пушка - чаура метка „сама“ испада из лежишта по опаљивању, човек мора ручно ставити нови метак.
- пушка је добила спремник, тако да није више било неопходно да се меци стављају један по један, него цели оквир, након сваког метка је било потребно „репетирати“ пушку
- задњи корак је аутоматска пушка - оквир од 4-8 метака заменио је спремник од 20-60 метака, јер није више потребно репетирати пушку по испаљивању појединог метка, могуће је испаљивање рафала (већи број метака један за другим).

#### Динамит и другиексплозиви
Динамит није направио револуцију у техници ратовања као барут, али као што је метак лако пробијао штитове који су штитили од стрела, тако је изум динамита учинио застарјелим зидине и утврђења у ратовању.

### Модерно доба
Од овог револуционарног времена у историји оружја, све брже и све већим корацима се развијао и човек и његове делатности. Оружје постаје све прецизније, убојитије, са већом ватреном моћи. У изради оружја и муниције све више се користи не само људска вештина занатства већ и наука. Оружје се проучава мултидисциплинарно и конструише по најсавременијим техничко-технолошким сазнањима.
Како је развој оружја напредовао тако су решавани проблеми: 
- цев је прво постала дужа, касније је добила и спирални жлеб - прецизност.
- Кад су изумљени меци решен је проблем и брзине пуњења (нема више шипке) и затајивања.
- полуаутоматска пушка - чаура метка „сама“ испада из лежишта по опаљивању, човјек мора ручно ставити нови метак.
- пушка је добила оквир, не треба стављати метак по метак, него цели оквир, након сваког метка је потребно „репетирати“ пушку
- задњи корак је аутоматска пушка - оквир од 4-8 метака заменио је оквир од 20-60 метака, јер није више потребно репетирати пушку по испаљивању појединог метка, могуће је испаљивање рафала (већи број метака један за другим).

Настаје читава лепеза оружја од оних такозваних кратких цеви (пиштољи, пушке) до озбиљних и убојитих брзометних-аутоматских оружја велике ватрене па тако и разорне моћи. Настају аутомати, Калашњиков митраљези, противавионски топови, базуке, осе, топови, тенкови, оклопна кола, борбени авиони, ратни бродови, лансери торпеда, каћуше, ракетни лансирни системи. Ма како импоновао човеков технолошки напредак, скок од необрађеног камена до самонавођених интерконтиненталних ракета са нуклеарним главама, радост ваља примерити, јер се ипак ради о врло опасном и деликатном напретку, у коме су оружја и њихова муниција више него опасни.
Модерно доба донело је и прву моторизацију и оклопна возила, против којих се могло борити истим средствима, топовима, минама и конфигурацијом терена, затим авијацију - одговор је такође ваздухопловство или против ваздушне ракете, али против хемијског, биолошког а касније и нуклеарног оружја нема одговора. Тако је данас производња хемијског и биолошког оружја забрањена женевском конвенцијом Хашком конвенцијом из 1928. године. Међутим развојем војне биотехнологије, ствара се могућност развоја биотехнолошког оружја, које би због својих карактеристика спадало у категорију „хуманих оружја“.

#### Рано модерно доба
Европска ренесанса је означила почетак имплементације ватреног оружја у западном ратовању. Пушке и ракете су биле уведене на бојна поља.
Ватрено оружје је квалитативно различито од ранијег оружја, јер се у њему ослобађа енергија из запаљивих пропеланата као што је барут, уместо напрезања контра-тега или опруге. Та се енергија ослобађа веома брзо и може да буде репликована без већег напора корисника. Стога су чак и рана ватрена оружја, као што је аркебуза, била знатно моћнија од оружја која покреће људска снага. Ватрено оружје је постајало све важније и ефективније током периода од 16. до 19. века, са прогресивним побољшањима игнационих механизама, чему се следиле револуционарне промене у руковању муницијом и пропелантом. Током Америчког грађанског рата су се појавиле разне технологије, као што су митраљез и оклопњача, видови којих су препознатљиви и у данашњим војним арсеналима. У 19. веку се погон ратних бродова променио од једрењака до парних машина на фосилна горива.
Доба оштрог ручног оружја се нагло завршило непосредно пре Првог светског рата. Хаубице су могле да униште зидане тврђаве и друга утврђења. Овај јединствени изум изазвао је изазвао револуција у начину ратовања и успоставио тактике и доктрине које су и данас у употреби.
Једно важно својство ратовања индустријског доба је била технолошка ескалација – иновације су се биле брзо прилагођаване путем репликације или увођене супротстављајуће иновације. Технолошка ескалација током Првог светског рата је била интензивна, и резултирала је наоружаним авионима и увођењем тенкова.
Тај тренд се наставио током међуратног периода (између два светска рата) са непрекидном еволуцијом свих оружаних система од стране свих главних индустријских сила. Многа модерна војна оружја, а посебно копнена, су релативно мало побољшани оружана средства развијена током Другог светског рата.

#### Касно модерно доба
Од средине 18. века и времена Северно Америчког француско-индијанског рата па до почетка 20. века, оружје на људски погон су била редукована од примарног оружја на бојном пољу до потпуне превласти ватреног оружја. Тај период, који се понекад назива „добом пушака“, био је карактерисан развојем ватреног оружја за пешадију и топова за подршку, као и почецима механизованог оружја, као што су митраљез, tеnk и увођењем широке примене авиона у ратовање, укључујући поморско ратовање са увођењем носача авиона.
Први светски рат је означио почетак потпуно индустријализованог ратовања као и почетак примене оружја за масовно уништавање (e.g., хемијског и биолошког оружја), и оружје је брзо развијано да би се задовољиле ратне потребе. Пре свега, ови изуми су пружили војним командантима независност од коња и препород маневарског ратовања путем екстензивне употребе моторних возила. Промене кроз које су те војне технологије прошле пре и током Другог светског рата виле се су еволуционе, али су дефинисале развој остатка века.
Други светски рат је означио најпомамнији период развоја оружја у историји човечанства. Масиван број нових дизајна и концепата је произведен и остварен у пракси, и све постојеће технологије су побољшане током периода од 1939. до 1945. Најмоћније оружје које настало током тог периода је била атомска бомба.

#### Нуклеарна оружја
Од реализације међусобно осигураног уништења (MAD), нуклеарна опција тоталног рата се више не сматра преживљивим сценаријем. Током Хладног рата у деценијама након Другог светског рата, Сједињене Државе и Совјетски Савез су учествовале у трци нуклеарног наоружавања. Свака земља и њени савезници је константно покушавала да надмаши другу у погледу нуклеарног наоружавања. Након што су заједничке технолошке способности достигле тачку у којој је било могуће уништити Земљу x100 пута, развијене су нове тактике. Овом реализацијом, средства за развој оружја су преусмерена првенствено на спонзорисање развоја технологија конвенционалног наоружања ради подршке ограниченим ратовима, уместо тоталног рата.

## Подела оружја
- Хладно оружје
- Механичко оружје
- Ваздушно оружје
- Ватрено оружје
- Хемијско оружје
- Биолошко оружје
- Нуклеарно оружје
- Психолошко оружје